# El Cariñán
El Cariñán är en ort i Mexiko.   Den ligger i kommunen Aguascalientes och delstaten Aguascalientes, i den centrala delen av landet, 400 km nordväst om huvudstaden Mexico City. El Cariñán ligger 1 890 meter över havet och antalet invånare är 310.
Terrängen runt El Cariñán är platt åt sydost, men åt nordväst är den kuperad. Terrängen runt El Cariñán sluttar österut. Runt El Cariñán är det tätbefolkat, med 459 invånare per kvadratkilometer. Närmaste större samhälle är Aguascalientes, 9,2 km öster om El Cariñán. Trakten runt El Cariñán består till största delen av jordbruksmark.